# اچ‌ام‌اچ‌اس سالتا
اچ‌ام‌اچ‌اس سالتا (به انگلیسی: HMHS Salta) یک زیردریایی است که طول آن ۱۳۷ متر (۴۴۹ فوت) می‌باشد. این زیردریایی در سال ۱۹۱۱ ساخته شد.